# Campionat d'Europa de futbol australià
El Campionat d'Europa de futbol australià (en anglès: European Championships in Australian Football) és una competició de futbol australià disputada entre seleccions nacionals europees "16-a-side". La competició l'organitza l'AFL Europe i es va celebrar per primera vegada a Copenhaguen (Dinamarca) i Escània (Suècia) l'any 2010.

## Historial
| Edició     | Any  | Seu                                        | Campió  | Segon classificat | Tercer classificat |
| ---------- | ---- | ------------------------------------------ | ------- | ----------------- | ------------------ |
| I detalls  | 2010 | Copenhaguen (Dinamarca) i Escània (Suècia) | Irlanda | Dinamarca         | Suècia             |
| II detalls | 2013 | Dublín (Irlanda)                           | Irlanda | Regne Unit        | Dinamarca          |

## Palmarès
| Selecció | Campionats guanyats |
| -------- | ------------------- |
| Irlanda  | 2 (2010, 2013)      |
| Total    | 2                   |